# Graafschappen van Engeland

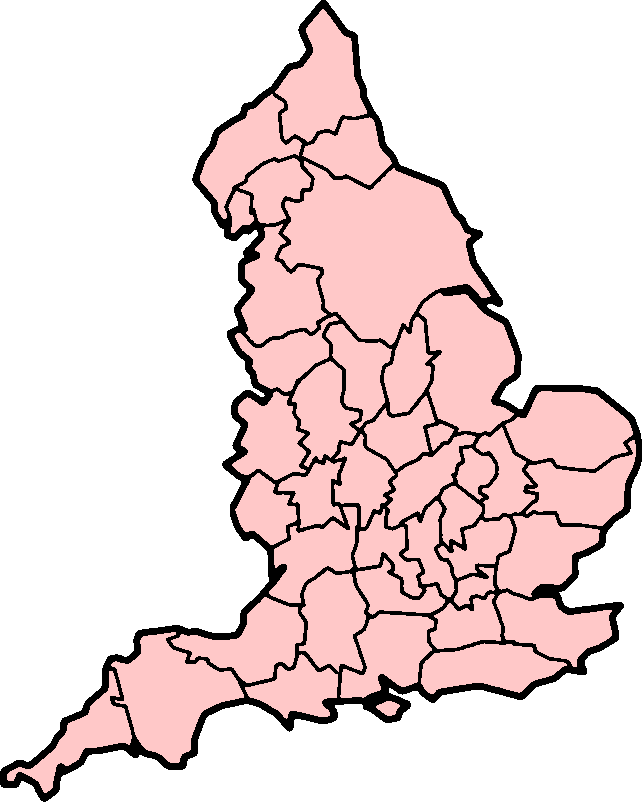
De traditionele graafschappen van Engeland.

Engeland is al sinds eeuwen onderverdeeld in graafschappen (counties). 
Een aantal bestuurshervormingen vanaf de 19e eeuw heeft ervoor gezorgd dat het woord "graafschap" inmiddels verschillende betekenissen heeft.

## Historische/traditionele graafschappen
Het algemeen aanvaarde systeem van 39 traditionele graafschappen ontstond tussen de 12e en 16e eeuw, hoewel de afbakening van veel gebieden al veel ouder is. Deze gebieden zijn in de loop der tijd ingeburgerd geraakt als aardrijkskundig referentiekader. Er is enige discussie of de wet die in 1844 werd aangenomen om de graafschappen te vereenvoudigen door het grote aantal exclaves te verminderen hierin moet worden meegenomen.

## Bestuurlijke graafschappen

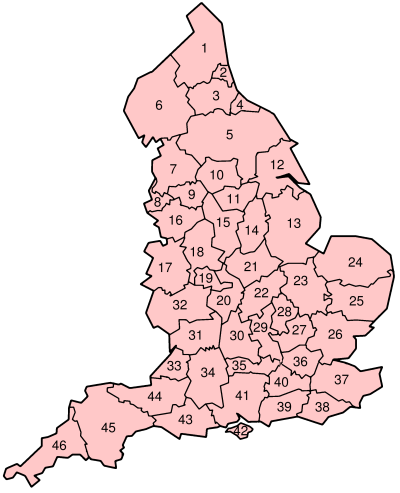
Bestuurlijke graafschappen in 1974.

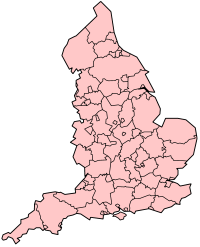
Bestuurlijke graafschappen sinds 1998.

Verkozen county councils (graafschapsraden) werden in Engeland ingesteld in 1888. Deze namen veel bestuurlijke taken over van de Quarter Sessions-rechtbanken, en kregen in de loop der jaren meer bevoegdheden. Nieuwe gebieden werden hiervoor vastgesteld en deze werden administrative counties (bestuurlijke graafschappen) genoemd. Daaronder was onder andere het Graafschap Londen, dat delen van het historische Kent, Middlesex en Surrey omvatte. Veel historische graafschappen – die overigens niet formeel werden opgeheven – werden opgedeeld in twee (Suffolk, Sussex, Northamptonshire, Hampshire en Cambridgeshire) of drie (Yorkshire, Lincolnshire) bestuurlijke graafschappen. De onafhankelijke county boroughs vielen niet onder een bestuurlijk graafschap.
In 1965 veranderde de County of Londen in het "bestuursgebied" Greater London en slokte daarbij het grootste overgebleven deel van Middlesex op. Ook fuseerden enkele andere county's.

## Na 1974
In 1974 werd het hele lokale bestuur gereorganiseerd. De county boroughs verdwenen, en de term administrative county verviel formeel — al wordt deze in de praktijk nog steeds gebruikt om ze te onderscheiden van de traditionele en ceremoniële county's. Er werden veel nieuwe county's gevormd, en andere verdwenen. Een nieuwe categorie metropolitan counties werd gecreëerd voor de zes grote stedelijke gebieden buiten Londen: Greater Manchester, Merseyside, South Yorkshire, Tyne and Wear, West Midlands en West Yorkshire. Alle graafschappen werden verdeeld in districten.
In 1990 werd het lokale bestuur weer hervormd. Er zijn sindsdien veel kleine unitary authorities (unitaire autoriteiten); dit zijn gebieden waarvan het bestuur zowel de bevoegdheden van een graafschap als van een district heeft. Meestal gaat het om voormalige districten die werden losgemaakt van het graafschap waartoe ze behoorden; deze districten hebben niet de status van graafschap, maar zijn bestuurlijk ermee vergelijkbaar.
Anno 2005 zijn er 81 bestuurlijke graafschappen. Daarvan zijn er 34 shire counties met elk één county council en meerdere district councils (districtsraden), 40 unitaire autoriteiten en zes metropolitan county's. Over blijft Berkshire, waar de county council is opgeheven en de districten unitaire autoriteiten zijn geworden, maar zonder graafschapsstatus. Bristol neemt een zeer afwijkende plaats in, de stad Bristol is namelijk tegelijkertijd een county. Het is daarmee samen met de City of London de enige stad in Engeland met de status van graafschap. Tot slot is er nog Groot-Londen.

## Ceremoniële graafschappen

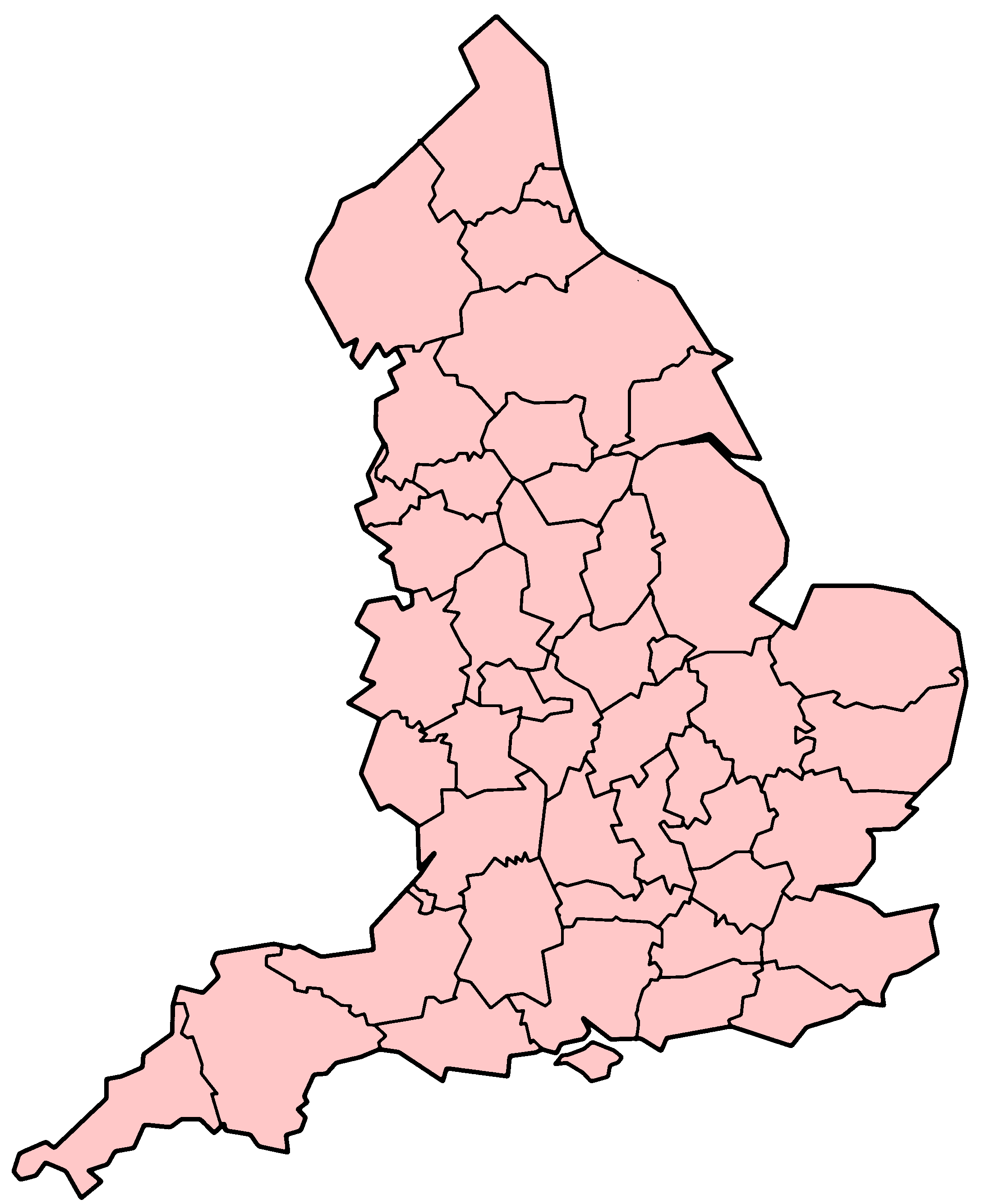
Ceremoniële graafschappen sinds 1998.

Dit zijn de gebieden waarover een Lord-Lieutenant gezag heeft. Ze komen ongeveer overeen met de bestuurlijke graafschappen van 1974, met een paar afwijkingen.